# Fortune Global 500
Fortune Global 500, také známý jako Global 500 je každoroční žebříček 500 společností po celém světě, měřeno podle výnosů. Seznam je sestavován a zveřejňován jednou ročně v časopisu Fortune.

## Metodika
Až do roku 1989 žebříček obsahoval pouze neamerické průmyslové korporace pod titulkem "International 500" zatímco žebříček Fortune 500 zahrnoval a stále zahrnuje pouze americké korporace. V roce 1990 byly americké společnosti přidány do žebříčku s řazením podle tržeb. Od roku 1995 má seznam dnešní podobu a zahrnuje také finanční instituce a poskytovatele služeb podle tržeb.

## Geografické rozložení
Od roku 2001 do roku 2012, došlo k významné změně v geografickém rozložení firem v žebříčku Global 500. Počet společností se sídlem v USA se snížil z 215 v roce 2001 na 144 v roce 2011 a vzrostl podíl asijských společností ze 116 v roce 2001 na 188 v roce 2012. Většina z tohoto růstu připadá největší podíl na rychlý nárůst počtu společností se sídlem v Číně.

## Žebříček Fortune Global 500 pro rok 2022
| Pořadí | Společnost                           | Země           | Odvětví       | Příjmy v USD |
| ------ | ------------------------------------ | -------------- | ------------- | ------------ |
| 1      | Walmart                              | USA            | maloobchod    | $573 miliard |
| 3      | Amazon.com                           | USA            | maloobchod    | $470 miliard |
| 2      | State Grid                           | Čína           | energetika    | $461 miliard |
| 4      | China National Petroleum             | Čína           | ropa          | $412 miliard |
| 5      | Sinopec Group                        | Čína           | ropa          | $401 miliard |
| 6      | Saudi Aramco                         | Saúdská Arábie | ropa          | $400 miliard |
| 7      | Apple                                | USA            | technologie   | $366 miliard |
| 8      | Volkswagen                           | Německo        | automobily    | $296 miliard |
| 9      | China State Construction Engineering | Čína           | stavebnictví  | $294 miliard |
| 10     | CVS Health                           | USA            | zdravotnictví | $275 miliard |

## Žebříček Fortune Global 500 pro rok 2021
| Pořadí | Společnost               | Země     | Odvětví       | Příjmy v USD |
| ------ | ------------------------ | -------- | ------------- | ------------ |
| 1      | Walmart                  | USA      | maloobchod    | $559 miliard |
| 2      | State Grid               | Čína     | energetika    | $387 miliard |
| 3      | Amazon.com               | USA      | maloobchod    | $386 miliard |
| 4      | China National Petroleum | Čína     | ropa          | $284 miliard |
| 5      | Sinopec Group            | Čína     | ropa          | $284 miliard |
| 6      | Apple                    | USA      | technologie   | $275 miliard |
| 7      | CVS Health               | USA      | zdravotnictví | $330 miliard |
| 8      | UnitedHealth Group       | USA      | zdravotnictví | $283 miliard |
| 9      | Toyota Motor             | Japonsko | automobily    | $275 miliard |
| 10     | Volkswagen               | Německo  | automobily    | $283 miliard |

## Žebříček Fortune Global 500 pro rok 2020
| Pořadí | Společnost               | Země               | Odvětví    | Příjmy v USD |
| ------ | ------------------------ | ------------------ | ---------- | ------------ |
| 1      | Walmart                  | USA                | maloobchod | $524 miliard |
| 2      | Sinopec Group            | Čína               | ropa       | $407 miliard |
| 3      | State Grid               | Čína               | energetika | $384 miliard |
| 4      | China National Petroleum | Čína               | ropa       | $379 miliard |
| 5      | Royal Dutch Shell        | Nizozemsko         | ropa       | $352 miliard |
| 6      | Saudi Aramco             | Saúdská Arábie     | ropa       | $330 miliard |
| 7      | Volkswagen               | Německo            | automobily | $283 miliard |
| 8      | BP                       | Spojené království | ropa       | $283 miliard |
| 9      | Amazon.com               | USA                | maloobchod | $281 miliard |
| 10     | Toyota Motor             | Japonsko           | automobily | $275 miliard |

## Žebříček Fortune Global 500 pro rok 2019
| Pořadí | Společnost               | Země               | Odvětví    | Příjmy v USD |
| ------ | ------------------------ | ------------------ | ---------- | ------------ |
| 1      | Walmart                  | USA                | maloobchod | $514 miliard |
| 2      | Sinopec Group            | Čína               | ropa       | $415 miliard |
| 3      | Royal Dutch Shell        | Nizozemsko         | ropa       | $397 miliard |
| 4      | China National Petroleum | Čína               | ropa       | $393 miliard |
| 5      | State Grid               | Čína               | energetika | $387 miliard |
| 6      | Saudi Aramco             | Saúdská Arábie     | ropa       | $356 miliard |
| 7      | BP                       | Spojené království | ropa       | $304 miliard |
| 8      | Exxon Mobil              | USA                | ropa       | $290 miliard |
| 9      | Volkswagen               | Německo            | automobily | $278 miliard |
| 10     | Toyota Motor             | Japonsko           | automobily | $273 miliard |

## Žebříček Fortune Global 500 pro rok 2016
Následuje seznam 10 firem, který byl zveřejněn 20. července 2016. Pořadí je stanoveno podle fiskálního roku, který skončil 31. března 2016.
| Pořadí | Společnost               | Země | Odvětví     | Příjmy v USD    |
| ------ | ------------------------ | ---- | ----------- | --------------- |
| 1      | Walmart                  |      | retail      | $482,1 miliard  |
| 2      | State Grid               |      | energetika  | $329,6 miliard  |
| 3      | China National Petroleum |      | ropa        | 299,3$ miliard  |
| 4      | Sinopec Group            |      | ropa        | 294.3$ miliard  |
| 5      | Royal Dutch Shell        |      | ropa        | 272.2$ miliard  |
| 6      | Exxon Mobil              |      | ropa        | 246.2$ miliard  |
| 7      | Volkswagen               |      | automobily  | 236.6$ miliard  |
| 8      | Toyota Motor             |      | automobily  | 236.59$ miliard |
| 9      | Apple                    |      | technologie | 233.7$ miliard  |
| 10     | BP                       |      | ropa        | 225.98$ miliard |

### Členění podle zemí
Toto je seznam 10 zemí s největším počtem Global 500 společností.
| Pořadí | Země | Společnosti |
| ------ | ---- | ----------- |
| 1      |      | 134         |
| 2      |      | 103         |
| 3      |      | 52          |
| 4      |      | 29          |
| 5      |      | 28          |
| 6      | †    | 26          |
| 7      |      | 15          |
| 7      |      | 15          |
| 9      | †    | 12          |
| 10     |      | 11          |

Podle webu Fortune byly v roce 2016 v Global 500 zastoupeny firmy celkem 33 zemí. Jak lze vidět z tabulky výše, 425 (85%) Global 500 jsou zastoupena pouze v 10 zemích: dvě v Severní Americe (Kanada, USA) pět v západní Evropě (Francie, Německo, Nizozemsko, Švýcarsko, Velká Británie,) a čtyři ve východní Asii (Čína, Japonsko, Jižní Korea, Tchaj-wan). Z těchto 10 zemí prvních šest je mezi největšími ekonomikami světa dle odhadu IMF a s výjimkou Číny jsou také členy G7.